# Federación Creación y Fortalecimiento
La Federación CREFOR (Federación Creación y Fortalecimiento) es una organización de segundo grado creada en 2002 e integrada por entidades sin fines de lucro, con trabajo en VIH/SIDA y diversidad sexual. En ese marco legal se articula una red nacional de 33 ONG y grupos operativos de diversidad sexual de 18 provincias argentinas y en la República Oriental del Uruguay, para el trabajo sistemático en promoción de la salud y los derechos de las minorías sexuales.
Su origen fue el "Proyecto CREFOR" ideado por SIGLA, Sociedad de Integración Gay Lésbica Argentina, e implementado entre 2001 y 2003 con el apoyo de OPS, ONUSIDA, y el Ministerio de Salud del Brasil.

## Ejes de trabajo
Hacia la comunidad
- Acciones de Incidencia Política ante los gobiernos nacionales, provinciales y municipales en los temas relacionados con los objetivos de la Federación.
- Capacitación
- Construcción comunitaria

Hacia las organizaciones
- Establecer un proceso de aprendizaje en cooperación y promoción de espíritu de pertenencia comunitario
- Brindar capacitación en contenidos de:
  - Derechos humanos y civiles
  - Sexualidad
  - Elementos de prevención de ETS y VIH
  - Prevención de drogadicción
  - Calidad de vida para las personas que vivencon VIH/SIDA
  - Feminismo y lesbianismo
  - Religión y homosexualidad
  - Organización comunitaria
  - Consecución de fondos y medios en general
  - Estructura legal de organizaciones no gubernamentales

## Integrantes de la Federación
AMBA (Ciudad de Buenos Aires y Conurbano)
- Sociedad de Integración Gay Lésbica Argentina
- Fundación Centro de Documentación en Sexualidad
- Asociación Civil para la Capacitación Profesional de Recursos Humanos "INSUCAP"
- Grupo Argentino Asesor en Sida

NEA(Chaco, Corrientes, Misiones y Formosa)
- Asociación Convivir
- Comunidad Homosexual Chaqueña
- ACIMIS (Asociación Civil de Integración de Minorías Sexuales)
- ATMI (Asociación Travestis Misioneras)
- Asociación Portadores de VIDA

CENTRO y BAJO PARANÁ (Córdoba, Santa Fe, Entre Ríos y norte de Buenos Aires)
- Asociación Alas de Córdoba
- ACLUD Asociación Cordobesa de Lucha Contra la Discriminación
- Asociación Alas de Villa María
- PREVENSIDA Villa María
- Voluntarios Contra el sida
- Grupo Teseo
- ALBA Asociación Lésbica Bisexual Argentina

NOA (Salta, Jujuy, Tucumán, Santiago del Estero, La Rioja y Catamarca)
- ALUD (Asociación de Lucha Contra la Discriminación)
- Grupo Identidad La Rioja
- C.O.T.T.TRA.T (Comisión de Travestis, Transexuales, Transgéneros de Tucumán)
- ALUVI (Asociación de Lucha por una mejor calidad de Vida)
- Grupo SOMOS
- Grupo Esperanza
- Cero en Conducta
- Munays

CUYO (Mendoza, San Juan, San Luis)
- Asoc. Civil Acercándonos
- OTRAM (Organización Travestis Mendocinas)
- OMIN (Organización Mendocina de Integración)

COMAHUE / PATAGONIA NORTE (Río Negro y Neuquén)
- Asociación Patagónica por la Vida

## Uruguay
- A.MI.SE.U. Asociación de Minorías Sexuales del Uruguay.